# Zuchon
 (signalé en août 2025).
Si vous disposez d'ouvrages ou d'articles de référence ou si vous connaissez des sites web de qualité traitant du thème abordé ici, merci de compléter l'article en donnant les références utiles à sa vérifiabilité et en les liant à la section « Notes et références ».
- Archive Wikiwix
- Bing
- Cairn
- DuckDuckGo
- E. Universalis
- Gallica
- Google
- G. Books
- G. News
- G. Scholar
- Persée
- Qwant
- (zh) Baidu
- (ru) Yandex
- (wd) trouver des œuvres sur Wikidata

Le Zuchon (ou Shichon) est un chien de type designer dog issu du croisement d'un Bichon à poil frisé et d'un Shih tzu.
Le Zuchon est un petit chien haut d’environ 30 centimètres en moyenne et pesant de 5 à 7 kilogrammes. Le terme « Zuchon » est un mot-valise combinant les noms des deux races auxquelles il appartient, bien qu’elle n’ait pas été reconnue comme étant une race à part entière par l’American Kennel Club ou tout autre registre de race canine populaire. C’est un chien qui n’a pas tendance à s’égarer, mais qui a toutefois besoin d’entretien avec un toilettage régulier. En tant qu’animal mêlant deux races pures, il est connu pour avoir une vigueur hybride et, s’ils sont issus d’une première génération, pourrait même posséder un meilleur niveau de santé que les chiens de race pure. Cependant, s’ils ne sont pas issus de première génération, des problèmes médicaux peuvent se manifester. Cette race canine possède un historique relativement bref, ne démarrant ainsi qu’au tournant du XXIe siècle.